# العربي الصغير (مجلة)
مجلة العربي الصغير هي مجلة شهرية مخصصة للأطفال، تصدر بالتزامن مع مجلة العربي، وقد صدر العدد الأول منها في فبراير عام 1986، بعد أن كانت تصدر ككتيب يوزع مع مجلة العربي بداية من عام 1958. وهي تصدر شهريا عن وزارة الإعلام بدولة الكويت وتوزع في كثير من دول العالم.

## قسم التحرير
يحتوي على بعض رسامي وكتاب العالم العربي للأطفال.

## رؤية المجلة
صدرت المجلة حتى تؤكد وتساعد على إنشاء جيل من العرب يحقق السبق والتقدم لوطنه ويتمسك بهويته وهي تحث القراء على إرسال مساهماتهم لها لنشرها وتساهم في الكثير من المعارض.

## أبواب المجلة
أبوابها تتغير من عدد لآخر ففي بعض الأعداد تضاف أبواب وفي البعض الآخر تحذف ولكن عادة كلها تعدّ أبوابا ثابتة، وهي الآن:
- ماذا تفعل عند ماذا تفعل في الظروف المختلفة.
- طيور بلاد العرب : يتحدث عن الطيور المنتشرة في الوطن العربي.
- مغامرات العربي الصغير (ينشر دائما في أول المجلة لأنه ذكي).
- العالم يتقدم : يتحدث عن أحدث الاكتشافات في جميع المجالات.
- جمول : يتحدث عن الكويت والاكتشافات التي يتوصل لها سكانها.
- موسوعة العربي الصغير : تتحدث عن مختلف مجالات العلوم باستفاضة.
- استراحة : يتحدث عن أهم الاشياء التي نقابلها في الحياة وكيفية التعامل معها وأيضا أهم المشكلات وأهم الطرق لحلها.
- جيراننا العالم: يتحدث في كل عدد عن دولة من دول العالم أو لغتها وغيره.
- لغة العصر: يتحدث عن أحدث الاختراعات في أي مجال ويعرض بعض صفحات الإنترنت وباب للتعارف.
- المفكر الصغير : يعرض أسئلة وأنشطة للتسالي.
- بريد العربي الصغير : يعرض استفسارات القراء في المجلة وأبوابها وأيضا اقتراحاتهم.
- نادي الرسامين : ويعرض الرسومات التي يرسلها اصدقاء المجلة.
- هيا بنا نرسم : باب لتعليم الرسم.
- من العرب الصغار : يعرض مساهمات القراء في جميع المجالات.
- ادباء الغد : يعرض مساهمات القراء في المجال الأدبي.
- المسابقة الثقافية : عبارة عن مجموعة من الاسئلة عن مجال معين والمطلوب الإجابة عنها وإرسال الاجابات للمجلة.
- ابحث في الصورة : نوع من التسالي وهو عبارة عن صورة والمطلوب البحث عما يطلبه.
- طرائف وابتسامات : تعرض فيه النكات ومسابقة أجمل تعليق.
- الإسلام حضارة : يعرض كل ما هو متعلق بالتاريخ الإسلامي.
- صورة وحزورة : اسئلة والغاز تعتبر نوع من التسالي.
- كتيب العربي الصغير : يكون عبارة عن قصة أو عرض للمعلومات عن شيء معين باستفاضة.
- قصص مصورة منوعة
- قصص مرسومة منوعة
- بيتنا الأرض : يتكلم عن أي شيء يختص بالكوكب والمناخ والحيوانات والنباتات وغيره.
- اسألوا حكيمة : يتحدث عن مشكلات القراء والتي يبعثوها للمجلة.
- واحة الفن الجميل : تتحدث عن الفنانين المشهورين في عالم الرسم والموسيقى وأهم أعمالهم.
- رزنامة العربي الصغير : تعرض بها الأحداث التي حدثت أو ستحدث في خلال الشهر التي تصدر به.
- قدوتي العلمية : ينشر معلومات عن أشهر علماء العالم في كل العصور.
- عالم الطوابع : تنشر معلومات عن الطوابع وهواية جمع الطوابع وأشهر صور للطوابع.
- أنت تسأل ونحن نجيب : يبعث القراء بأسئلتهم العلمية وتتولى المجلة الإجابة عنها.
- استطلاعات مصورة : يعرض أحدث الأخبار التي تحدث بالعالم.
- الشعر : يعرض في وسط المجلة أو آخرها.

وفي فبراير 2013 تم تطوير وتغيير شكل المجلة. وأصبحت تضم 5 أبواب بشعار (مجلة ضرب 5 مجلات). والأبواب هي:
1. شرائط ومغامرات: هذا الباب مخصص للقصص المصورة.
2. قصص وحكايات: يضم هذا الباب قصص وحكايات نصية. وبعض القصائد المصحوبة برسوم معبرة عنها.
3. شخصيات ورحلات: يحتوي على إستطلاعات مصورة. وتحقيقات عن حياة بعض الشخصيات البارزة.
4. علوم واكتشافات: يناقش هذا الباب مواضيع علمية متنوعة حول الفضاء والإنترنت وجسم الإنسان. وكافة فروع العلم.
5. من وإلى القراء: في هذا الباب يبعث الأصدقاء رسائلهم واقتراحاتهم.

## شخصيات المجلة
المجلة ليست لها شخصيات معينة ولكن هناك بعض الشخصيات التي ثبتت في المجلة فترة من الوقت ومنها:
- سميرة الخبيرة.
- روبو وعربو.
- العربي الصغير.
- مغامرات فريكو.

## كتاب المجلة
- محمد المنسي قنديل
- محمود قاسم
- السماح عبد الله
- فاروق شوشة
- فتحية العسال
- سماح أبو بكر عزت
- العربي بنجلون
- رؤوف وصفي
- هذايل الحوقل
- إبراهيم مرزوق
- دلال المطيري

## عدد النسخ
توزع المجلة أكثر من 128 ألف نسخة في العالم.